# Nuoto ai XVIII Giochi del Mediterraneo - 100 metri farfalla maschili
La gara dei 100 metri farfalla maschili dei XVIII Giochi del Mediterraneo si è svolta il 23 giugno 2018. Al mattino si sono svolte le batterie, mentre la finale si è disputata nel pomeriggio.

## Podio
| Pos. | Atleta         | Nazione |
| ---- | -------------- | ------- |
|      | Piero Codia    | Italia  |
|      | Matteo Rivolta | Italia  |
|      | Ümit Can Güreş | Turchia |

## Record
Prima della manifestazione il record del mondo (RM) e il record dei Giochi del Mediterraneo (RG) erano i seguenti.
|  | 49"82 | Michael Phelps | 1º agosto 2009 Roma    |
|  | 51"79 | Ivan Lenđer    | 28 giugno 2009 Pescara |

Durante la competizione non sono stati migliorati record.

## Risultati

### Batterie
| Pos. | Batteria | Corsia | Atleta               | Nazionalità | Tempo   | Note |
| ---- | -------- | ------ | -------------------- | ----------- | ------- | ---- |
| 1    | 1        | 5      | Ümit Can Güreş       | Turchia     | 52"85   | Q    |
| 2    | 2        | 4      | Piero Codia          | Italia      | 53"08   | Q    |
| 3    | 2        | 3      | Stefanos Dimitriadis | Grecia      | 53"67   | Q    |
| 4    | 1        | 6      | Alberto Lozano       | Spagna      | 53"70   | Q    |
| 5    | 1        | 4      | Matteo Rivolta       | Italia      | 53"78   | Q    |
| 6    | 2        | 5      | Ivan Lenđer          | Serbia      | 53"94   | Q    |
| 7    | 2        | 6      | Jordan Coelho        | Francia     | 54"16   | Q    |
| 8    | 2        | 2      | Berk Özkul           | Turchia     | 54"19   | Q    |
| 9    | 1        | 2      | Luis García          | Spagna      | 54"21   |      |
| 10   | 1        | 7      | Ahmed Hussein        | Egitto      | 54"83   |      |
| 11   | 1        | 3      | Fotios Koliopoulos   | Grecia      | 55"07   |      |
| 12   | 2        | 7      | Gal Kordež           | Slovenia    | 55"88   |      |
| 13   | 2        | 1      | Mohamed Abdelbaky    | Egitto      | 56"70   |      |
| 14   | 1        | 1      | Dion Kadriu          | Kosovo      | 1'03"89 |      |

### Finale
| Pos. | Corsia | Atleta               | Nazionalità | Tempo | Note |
| ---- | ------ | -------------------- | ----------- | ----- | ---- |
|      | 5      | Piero Codia          | Italia      | 52"25 |      |
|      | 2      | Matteo Rivolta       | Italia      | 52"34 |      |
|      | 4      | Ümit Can Güreş       | Turchia     | 52"53 |      |
| 4    | 3      | Stefanos Dimitriadis | Grecia      | 53"18 |      |
| 5    | 1      | Jordan Coelho        | Francia     | 53"71 |      |
| 6    | 6      | Alberto Lozano       | Spagna      | 53"75 |      |
| 7    | 7      | Ivan Lenđer          | Serbia      | 53"83 |      |
| 8    | 8      | Berk Özkul           | Turchia     | 54"08 |      |